# Aparral
Aparral (llamada oficialmente Santa María do Aparral) es una parroquia española del municipio de Puentes de García Rodríguez, en la provincia de La Coruña, Galicia.

## Entidades de población
Entidades de población que forman parte de la parroquia:
- Ares
- Aparral de Abajo (O Aparral de Abaixo)
- A Pena da Revolta
- Cabeza dos Fornos (A Cabeza dos Fornos)
- Candedo (O Candedo)
- Casas Hermas (As Casas Ermas)
- Casilla (A Casilla)
- Coba (A Cova)
- Lombo da Fonso (O Lombo de Afonso)
- Novil (A Casa do Novil)
- Pedregás
- Piedrafita (Pedrafita)
- Porvelo (O Porvelo)
- Precordeiro (Percordeiro)
- Sexe

## Despoblados
- Aparral de Arriba (O Aparral de Arriba)
- Besura (A Besura)
- Cornocelo (O Cornocelo)
- Pereiro (O Pereiro)

## Demografía
| Gráfica de evolución demográfica de Aparral entre 2000 y 2019 |
|                                                               |
| Datos según el nomenclátor publicado por el INE.              |